# Чиоффи, Антонио
Антонио Чиоффи (итал. Antonio Cioffi; родился 19 декабря 2002, Маддалони, Италия) — итальянский футболист, нападающий клуба «Наполи», выступающий на правах аренды за клуб «Понтедера».

## Футбольная карьера
Антонио — уроженец города Маддалони, который расположен в регионе Кампания, в провинции Казерта. Заниматься футболом начинал в городе Сан-Феличе-а-Канчелло, в команде «Оаси Сан Феличиана», в 10 лет перешёл в академию клуба «Наполи».
После исполнения 18 лет, в самом начале 2021 года был вызван главным тренером неаполитанцев Дженнаро Гаттузо для подготовки к играм вместе с основной командой. 17 января 2021 года дебютировал в Серии А в поединке против «Фиорентины», выйдя на замену на 78-й минуте вместо Лоренцо Инсинье. Матч завершился победой «Наполи» со счётом 6:0.